# Paul R. McHugh
Paul Rodney McHugh  (Lawrence, Estados Unidos, 1931) es un psiquiatra estadounidense, investigador y educador. Es profesor distinguido de psiquiatría en la Escuela de Medicina de la Universidad Johns Hopkins. Es autor, coautor y editor de siete libros dentro de su campo. McHugh es un firme defensor de las posturas católicas y socialmente conservadoras en relación con la orientación sexual y la transexualidad. Algunos científicos acusan a McHugh de tergiversar la investigación científica relacionada con la orientación sexual.
Fue cofundador y, posteriormente, miembro de la junta directiva de la Fundación para el Síndrome de la Falsa Memoria, que suscitó el escepticismo sobre los adultos que afirmaban haber recuperado recuerdos largamente enterrados de abusos sexuales o incesto en la infancia. A lo largo de la década de 1990, McHugh se dedicó a desacreditar la idea de la memoria recuperada, es decir, la idea de que la gente podía recordar repentina y espontáneamente los abusos sexuales de la infancia.
McHugh fue nombrado miembro de un panel de laicos reunido por la Iglesia católica para investigar los abusos sexuales cometidos por sacerdotes católicos en Estados Unidos. Este nombramiento fue controvertido, ya que McHugh había actuado anteriormente como testigo experto en la defensa de numerosos sacerdotes acusados de abusos sexuales a menores. David Clohessy, director de la Red de Sobrevivientes de Abuso Sexual por Sacerdotes, se mostró consternado por la inclusión de McHugh.
McHugh considera que la homosexualidad es un «deseo erróneo» y apoyó la Proposición 8 de California de 2008.

## Educación
Paul McHugh nació en Lawrence, Massachusetts, hijo de un profesor de la escuela preparatoria Lowell y un ama de casa. Se graduó en la Universidad de Harvard en 1952 y de la Escuela Médica Harvard en 1956. Mientras estudiaba en Harvard fue «introducido y finalmente alejado de la escuela freudiana de psiquiatría».
Después de culminar la escuela de medicina, la educación de McHugh se vio influenciada por George Thorn, médico en jefe del hospital Peter Bent Brigham (afiliado a Harvard). Thorn estaba desilusionado con la psiquiatría freudiana y sentía que aquellos que se dedicaban a ella se volvían simplistas y no crecían como profesionales médicos. Thorn animó a McHugh a que su carrera tomara un rumbo diferente, sugiriendo que ingresara en el campo de la psiquiatría, pero estudiando primero neurología. McHugh fue aceptado en el programa de residencia de neurología y neuropatología en el Hospital General de Massachusetts, gracias a la recomendación de Thorn. En ese lugar estudió durante tres años a cargo de Raymond Adams, jefe del Departamento de Neurología.
Del Hospital General de Massachusetts, McHugh se trasladó al Instituto de Psiquiatría, Psicología y Neurociencia en Londres (donde estuvo a cargo de sir Aubrey Lewis y fue supervisado por James Gibbons y Gerald Russell). Al finalizar su año en Londres, McHugh pasó a la División de Neuropsiquiatría del Walter Reed Army Institute of Research.

## Carrera
Después de su formación, McHugh ocupó varios puestos académicos y administrativos, incluyendo el de profesor de psiquiatría en el Centro Médico Weill Cornell (donde fundó el Laboratorio de Investigación del Comportamiento Bourne), director clínico y director de educación de residencia en la División Westchester del Hospital presbiteriano de Nueva York. Después de haber sido pasado por alto para la cátedra de Cornell en favor de Robert Michaels, dejó Nueva York para convertirse en presidente del Departamento de Psiquiatría de la Universidad de Oregón. Durante la década de 1960, McHugh fue coautor de artículos sobre hidrocefalia, depresión y suicidio, y estimulación amigdaloide.
De 1975 a 2001, McHugh fue profesor en la Clínica Psiquiátrica Henry Phipps y director del Departamento de Psiquiatría y Ciencias del Comportamiento de la Universidad Johns Hopkins. Al mismo tiempo, se desempeñó como psiquiatra en jefe del Hospital Johns Hopkins. Actualmente es Profesor Distinguido de Psiquiatría en la Escuela de Medicina de la Universidad Johns Hopkins. Su propia investigación se ha centrado en los fundamentos neurocientíficos de los comportamientos motivados, la genética psiquiátrica, la epidemiología y la neuropsiquiatría.
En 1975, McHugh fue coautor (junto con M. F. Folstein y S. E. Folstein) de un artículo titulado Estado minimental: un método práctico para calificar el estado cognitivo de los pacientes para el médico. Este documento detalla el Mini Examen del Estado Mental (MMSE), un examen que consta de once preguntas, que evalúa a los pacientes en busca de signos de demencia y otras formas de deterioro cognitivo.
En 1979, en calidad de presidente del Departamento de Psiquiatría, McHugh cerró la clínica de cirugías de reasignación de sexo del Hospital Johns Hopkins.
En 1983, McHugh y su colega Phillip R. Slavney escribieron el libro The Perspectives of Psychiatry, que presenta el enfoque Johns Hopkins de la psiquiatría. El libro «busca aplicar sistemáticamente el mejor trabajo de los conductistas, psicoterapeutas, científicos sociales y otros especialistas que desde hace mucho tiempo se ven en desacuerdo entre sí».
En 1992, se desempeñó como cofundador y posterior miembro de la junta directiva de la False Memory Syndrome Foundation, que generó escepticismo sobre los adultos que afirmaban haber recuperado recuerdos enterrados durante mucho tiempo de abuso sexual infantil o incesto. A lo largo de la década de 1990, McHugh desacreditó activamente la idea de la memoria recuperada, es decir, la idea de que las personas podían recordar repentina y espontáneamente el abuso sexual infantil.
En el mismo año, McHugh anunció que dejaría Johns Hopkins y aceptaría el cargo de director y director general del Friends Hospital de Filadelfia. La Escuela de Medicina Johns Hopkins trató de retenerlo y tuvo éxito al hacerlo. McHugh fue elegido miembro del Instituto de Medicina (IOM) - Academias Nacionales de Ciencias - ahora la Academia Nacional de Medicina. También en 1992, McHugh ganó el premio internacional Rhoda y Bernard Sarnat de Salud Mental, del Instituto de Medicina (IOM), ahora Academia Nacional de Medicina.
McHugh también trató al escritor Tom Wolfe (autor de La hoguera de las vanidades) por la depresión sufrida después de una cirugía de baipás coronario. Wolfe dedicó su novela A Man in Full, a MacHugh, cuya «brillantez, camaradería y constante amabilidad salvaron el día».
En 2001, McHugh fue designado por el presidente George W. Bush para el Consejo Presidencial de Bioética. El Consejo se encargó de formular recomendaciones sobre cuál debía ser la política del gobierno federal de los Estados Unidos con respecto a las células madre embrionarias. McHugh estuvo en contra de usar células madre embrionarias derivadas de la fertilización in vitro, pero estaba de acuerdo con el uso de células madre derivadas de la transferencia de células somáticas nucleares (SCNT). En la SCNT, el núcleo de una célula se elimina y se sustituye por otro núcleo celular. McHugh creía que las células creadas de esta manera podían considerarse tejidos, mientras que las células madre extraídas de embriones causarían la muerte del feto.
En 2002, McHugh fue designado para un panel de laicos reunido por la Iglesia católica para estudiar el abuso sexual por parte de sacerdotes.
En 2012, McHugh y Slavney publicaron un ensayo en The New England Journal of Medicine criticando el Manual diagnóstico y estadístico de los trastornos mentales (DSM), que pronto se publicaría en su quinta edición. Una de sus principales críticas sostiene que el DSM, desde su tercera edición, utiliza un enfoque de lista de verificación de arriba hacia abajo para el diagnóstico en lugar de un enfoque de abajo hacia arriba completo. McHugh comparó el DSM con una guía de campo utilizada por observadores de aves aficionados para identificar aves.
McHugh apareció en un documental de Netflix de 2017, The Keepers, por su papel en la defensa en el juicio de 1995, Jane Doe et al. versus A. Joseph Maskell et al., que fue un caso relacionado con el abuso sexual de dos mujeres a manos de un sacerdote católico, el padre Joseph Maskell.

## Posición respecto a las cirugías de reasignación sexual
Paul R. McHugh se opone a la cirugía de reasignación sexual para los transexuales, basado en su experiencia como psiquiatra. En 1979, cerró la clínica de identidad de género en Johns Hopkins, explicando que un estudio encontró que la mayoría de las personas que se habían sometido a este tipo de cirugía «tenían los mismos problemas con las relaciones, el trabajo y las emociones que antes. La esperanza de que pudieran resurgir de sus dificultades emocionales para florecer psicológicamente no se había cumplido».
McHugh considera que «no existe un gen gay», y que un tratamiento médico de reasignación sexual para los jóvenes transexuales sería como «realizar liposucción en un niño anoréxico». Asimismo, afirmó que «la cirugía transgénero no es la solución para las personas que sufren un desorden de 'suposición' - la noción de que su masculinidad o feminidad es diferente de lo que la naturaleza les ha asignado a ellos biológicamente».

## Controversia sobre su opinión en The New Atlantis
En agosto de 2016, McHugh, en ese momento jubilado, fue coautor de un artículo de 143 páginas sobre género y sexualidad en The New Atlantis, una revista no revisada por pares que cubre temas sobre las dimensiones sociales y éticas de la ciencia y la tecnología modernas, publicada bajo los auspicios del Ethics and Public Policy Center, un grupo de expertos de orientación conservadora cristiana. En dicho artículo, McHugh realizó las siguientes afirmaciones:

• Las pruebas científicas no respaldan la visión de que la orientación sexual es una propiedad innata y biológicamente fija del ser humano (la idea de que los individuos «nacen así»).
• Los estudios científicos no corroboran la hipótesis de que la identidad de género sea una propiedad innata y fija del ser humano e independiente del sexo biológico, es decir, que una persona sea «un hombre atrapado en un cuerpo de mujer» o «una mujer atrapada en un cuerpo de hombre» como si hubiera un error en su cuerpo y sus órganos genitales.

En septiembre de 2016, los profesores de la Universidad Johns Hopkins Chris Beyrer, Robert W. Blum y Tonia C. Poteat escribieron un artículo de opinión en el Baltimore Sun, al que también contribuyeron otros seis profesores de la Johns Hopkins, en el que expresaban su preocupación por el informe coescrito por McHugh, que, según ellos, caracterizaba erróneamente el estado actual de la ciencia sobre el género y la sexualidad. Más de 600 estudiantes, profesores, becarios, exalumnos y otras personas de la facultad de medicina firmaron también una petición en la que se pedía a la universidad y al hospital que desautorizaran el documento. Beyrer afirmó que «se trata de teorías anticuadas y ya desacreditadas».
El genetista Dean Hamer condenó la publicación de McHugh como una tergiversación de las pruebas científicas y de su propia investigación genética. Hamer criticó el uso que hace McHugh de estudios anticuados y «escogidos a dedo», y calificó de «dudosa» la petición de McHugh de «más investigación», ya que McHugh tiene un «largo historial de bloqueo de tales esfuerzos», incluido el cierre de la clínica de identidad de género en Johns Hopkins. Hamer concluye que «cuando los datos que tanto nos ha costado recopilar son tergiversados y malinterpretados por personas que se autodenominan científicos, y que reciben los beneficios y la protección de una institución dominante como la Escuela de Medicina John Hopkins [sic], me repugna».

## Libros

### Autor
- McHugh, P. R. (2006). Try to Remember: Psychiatry's Clash over Meaning, Memory, and Mind (Trate de recordar: El choque de la psiquiatría sobre el significado, la memoria y la mente). The Dana Foundation.[7]
- McHugh, P. R. (2008). The Mind Has Mountains: Reflections on Society and Psychiatry (La mente tiene montañas: reflexiones sobre sociedad y psiquiatría). The Johns Hopkins University Press.[8]

### Coautor
- Hedblom, J. H., & McHugh, P. R. (2007). Last Call: Alcoholism and Recovery (Última llamada: Alcoholismo y recuperación). Johns Hopkins University Press.[36]
- Fagan, P. J., & McHugh, P. R. (2004). Sexual Disorders: Perspectives on Diagnosis and Treatment (Desórdenes sexuales: Perspectivas sobre Diagnóstico y Tratamiento). Johns Hopkins University Press.[36]
- Neubauer, D. N., & McHugh, P. R. (2003). Understanding Sleeplessness: Perspectives on Insomnia (Comprensión del insomnio: Perspectivas sobre el insomnio). Johns Hopkins University Press.[36]
- McHugh, P. R., & Slavney, P. R. (1998). The Perspectives of Psychiatry (Las Perspectivas de la Psiquiatría). 2.ª edición. Johns Hopkins University Press.[36]

### Editor
- McHugh, P. R., & McKusick Editores. (1990). Genes, Brain and Behavior (Genes, Cerebro, y Comportamiento).